# Jacamar à ventre blanc
Galbula leucogastra
Espèce
Statut de conservation UICN

 LC  : Préoccupation mineure
Le Jacamar à ventre blanc (Galbula leucogastra) est une espèce d'oiseau de la famille des galbulidés (ou Galbulidae).